# 北京城市学院

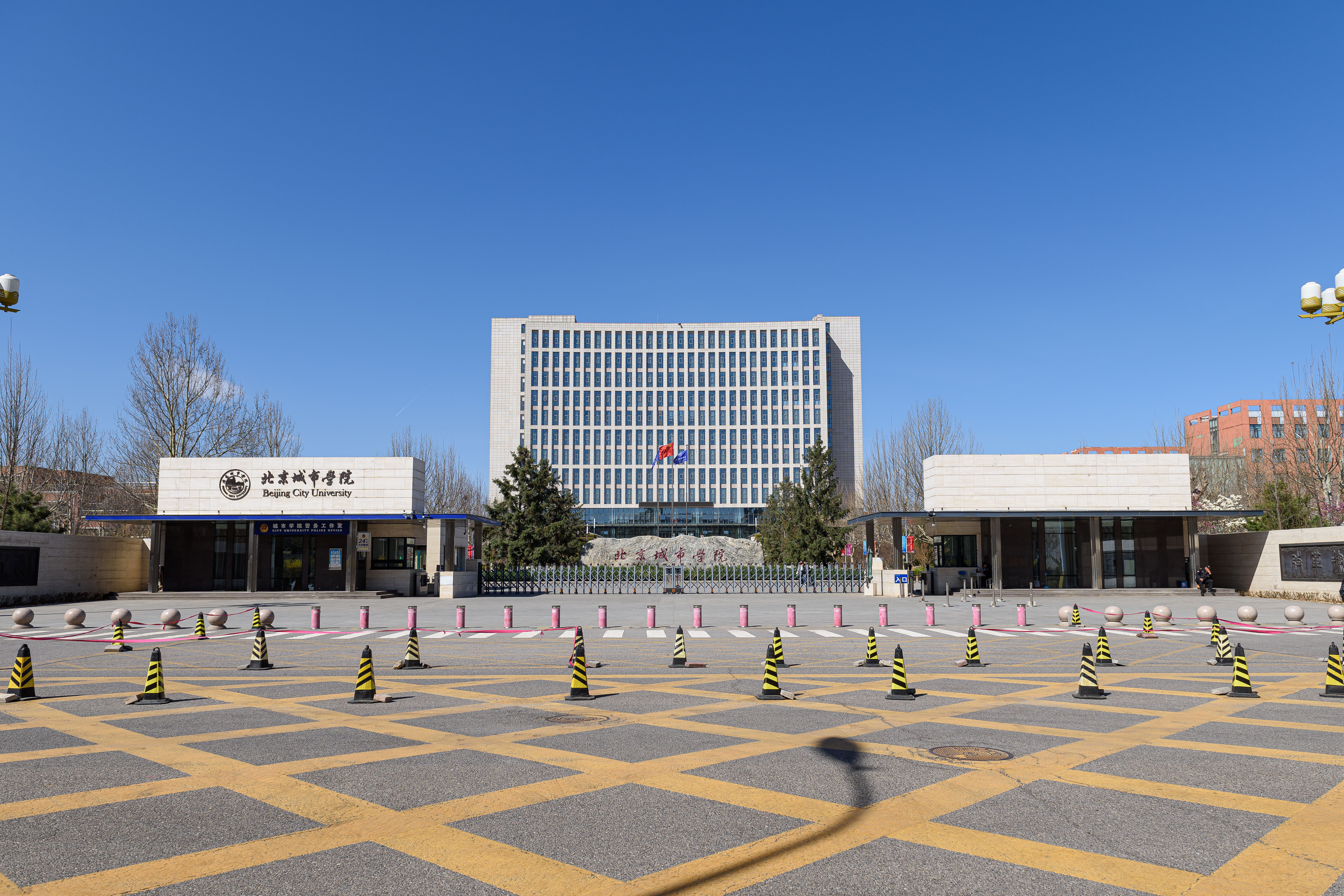
北京城市学院顺义校区

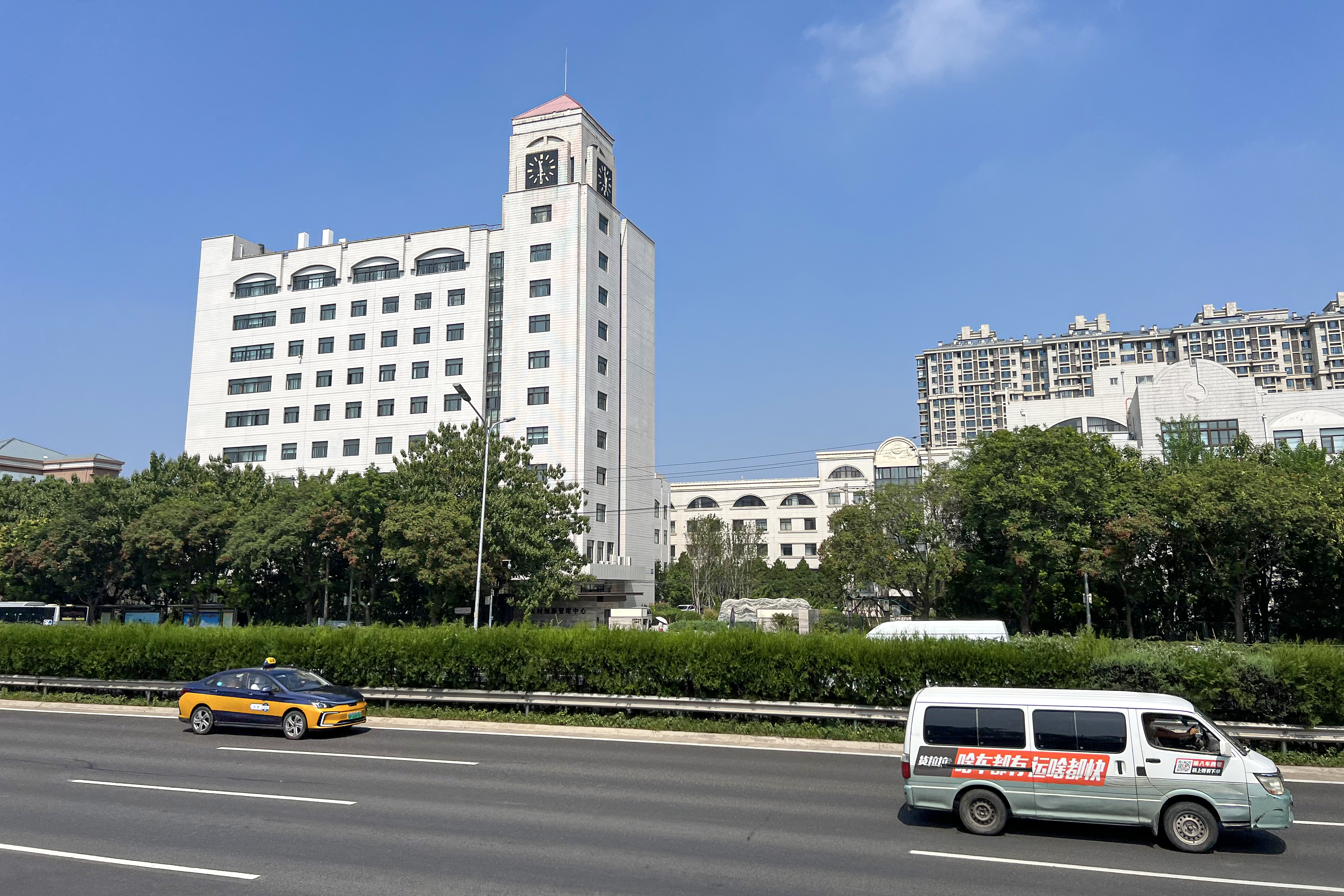
北京城市学院中关村校区

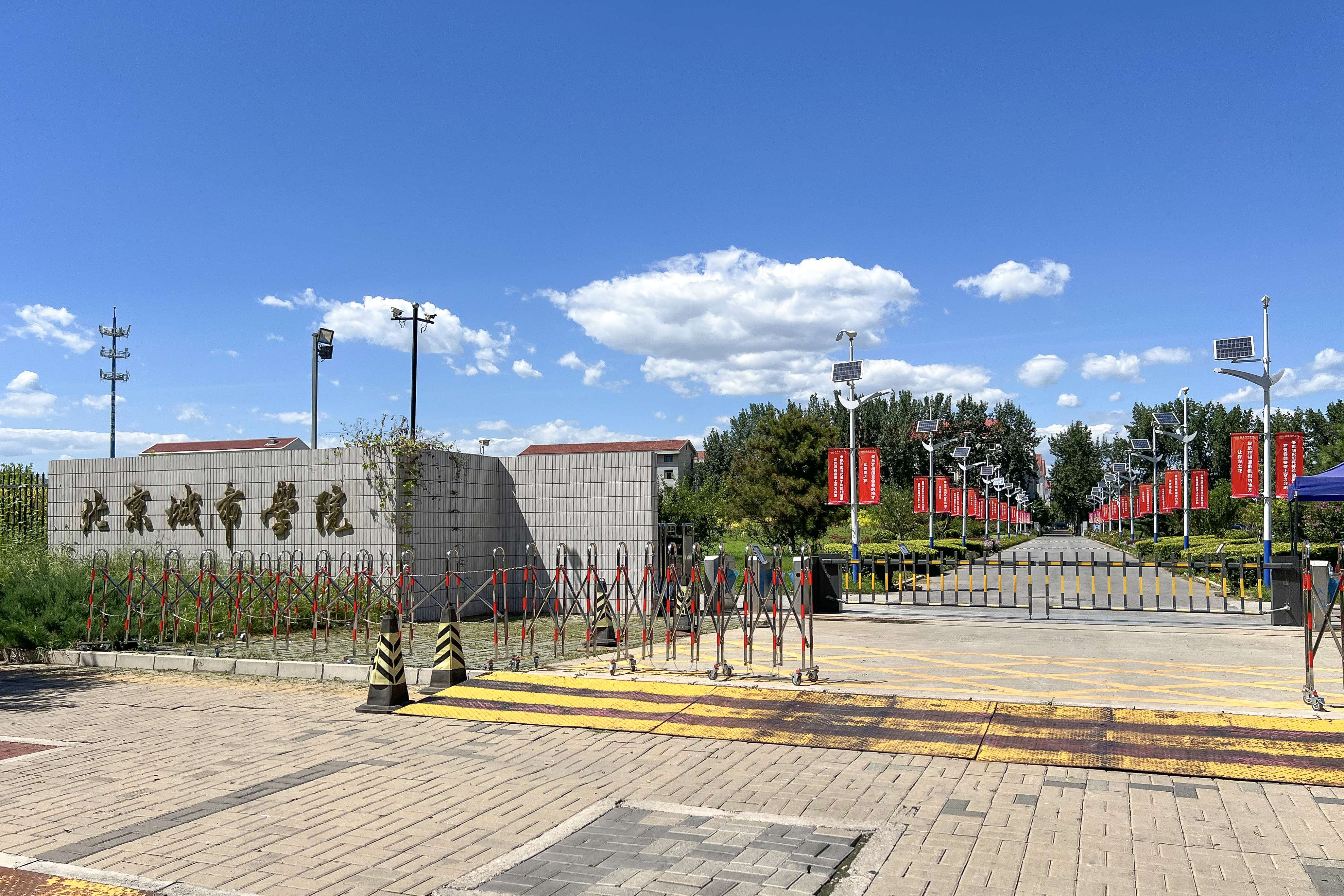
北京城市学院航天城校区

北京城市学院（英語：Beijing City University，BCU），简称：北城、海大、城院，创建于1984年，位于北京市海淀区北四环中路269号，是中国第一所具有颁发国家承认学历资格的民办高校。前身为海淀走读大学，该时期官方简称为“海大”，但易与青岛的中国海洋大学混淆，故非官方简称为“海走”，而北京学生间则戏称为“海跑（儿）”。
北京城市学院已于2015年在顺义区杨镇建设新校区，目前正在搬迁腾退老校区，2018年已有整建制迁入顺义区杨镇的规划，预计2026年12月31日完成顺义校区三期工程。

## 历史

### 海淀走读大学（1984-2003）
1984年，傅正泰等人靠借款5万元，租用北京市成府小学分校的小院成立了海淀走读大学。当时海淀走读大学由海淀区政府主办，清华大学、北京大学、中国人民大学协助。实行学生自费走读，不包分配的体制。

### 北京城市学院（2003-）
2003年3月教育部撤销了海淀走读大学，并在原海淀走读大学的基础上，成立了北京城市学院。北京城市学院是民办普通高等学校，以本科教育为主，兼顾专科。

### 大事记
- 1984年，海淀走读大学成立。
- 2003年3月，海淀走读大学更名为北京城市学院，开始本科教学。
- 2007年4月29日，北京城市学院获学士学位授予权。
- 2009年2月27日，北京城市学院获得招收外国留学生教育资格。
- 2009年，北京城市学院党支部由隶属于海淀区委领导升格为隶属于北京市委领导。
- 2011年，北京城市学院成为中国第一批拥有硕士研究生招生资格的民办高校。
- 2015年，北京现代职业技术学院、顺义区汽车技术职业高中、顺义区第一职业学校并入北京城市学院，顺义校区一期启用[6]。

## 现状
目前，北京城市学院是一所民办公助性质的高校，致力于向北京城市大学的转型之中。根据2015年6月学校官网显示，该校教师承担各级科研课题与教改研究项目100余个，研究人员及项目获国家级、省部级奖项10余个。教师参与的国家级与省部级科研课题、各类横向课题200余项，出版教材专著150余部，发表高水平论文1200多篇，其中百余篇被EI等三大索引收录，并多次获得国家和北京市奖项。学校重视开展教育研究工作，针对现实矛盾，开展研究，为教学服务。学校在信息安全方面的研究处于国内领先地位，参与完成863高科技研究项目三项，独立完成国务院信息办委托的研究项目两项。并开发了用于保证百兆网信息安全的《海达安全隔离与信息交换系统》已通过国家公安部、国家安全部、国家保密局的认证，正式生产，投入市场。

### 歧视与争议
光鲜背后，北京城市学院、北京联合大学和北京工商大学被誉为三所北京人瞧不上，但外地学子却珍视的学校之首。因其前身海淀走读大学无宿舍，且有宿舍后距离学校过远，若赶不上公交只得跑着上学，故被调侃为“海跑儿”。新高考实施前，北京城市学院作为民办三本，在京录取线较低，但因外地考生不少想来北京读大学但分数不够，故受外地二本考生追捧，压线报考。新高考实施后，不再划分本科一二三批，情况有所改观。

## 院系设置
全校共设12个学部，现共开设 16 个本科专业， 81 个专科专业。

### 学部
1. 软件与信息管理学部(信息学部，软件工程学部)
2. 生物医药学部
3. 城市建设学部
4. 信息学部
5. 国际学部
6. 京商学院 （二级学院）
7. 表演学部
8. 艺术学部
9. 经济管理学部
10. 国际文化与传播学部
11. 公共管理学部
12. 培训学部
13. 成人教育学部

- 2010年初学校进行了学部改组

## 学生与教师
全日制在校生2.2万余人。根据2023年学校官网显示，该校有专任教师2000余人，其中具有高级技术职称的教师占到百分之三十以上，具有研究生学历的占到百分之六十。学校从外校选聘富有经验的优秀退休教授、副教授100多人及讲师和行政人员共640多人；学校还聘请了兼课教师队伍，共1000多人，理论课教师主要是北大、清华、北航、人大、外国语大学等全国重点院校的教师。学校努力培养大批城镇化进程亟需的应用型优秀人才，并积极造就一批城市管理、城市建设、城市经济、城市文化、城市服务等领域的高水平精英人才。学校注重结合市场需要设置学科专业，注重学生实用能力培养，注重环境育人、以文化人。学校以教育的高质量赢得了毕业生就业的高质量，毕业生以“留得住、用得上、干得好”著称于用人单位，毕业生初次就业率连续十多年保持在98%以上，在高校中名列前茅，并涌现出一大批行业骨干和社会新星。，其中教授、副教授占60%以上，同时还聘请了一批生产、建设、管理一线的实践专家组成双师型教师队伍。

## 校园环境

### 校内环境
截至2015年6月，该校有中关村校区（校本部）、航天城校区、顺义杨镇校区三大校区；占地面积约1250亩，教学设备总值达 2.3亿元；学校馆藏图书215余万册，实验实训室百余个；设置理工、文法、财经、艺术、外语、管理、医药等学科门类百余个专业。
学校现有实验中心5个（含30个实验室），另外还有独立设置的实验室19个，校外实寻训基地96个。计算中心等5个实验中心、实验室，被北京市教委评为合格实验室。

### 校外环境
主校区东临学院路，周边高校众多，例如南边的北京航空航天大学，东南边的北京科技大学等等。

## 学校特色

### 小学期
从2005年起北京城市学院实行小学期，即将每学年分为春季、夏季和秋季3个学期。春季和秋季学期各19周，夏季学期即小学期6周。
但因为2005年小学期要另外向学生收学费，引起了部分学生家长的不满。
虽然在校历上小学期占用了几乎所有期末考试到下一学期开学之间的时间（一般为一年的7月初至9月中旬），实际上小学期的所有安排几乎完全是由学部负责人（专业秘书）安排的，一般不会超过两周。由于学校内部管理效率很低，学生几乎是在期末考试前一个月才能知道小学期的具体安排，所以学生常常会感到暑期的学习与工作难以安排。

### 学生成绩考核方式
尽管大部分中国大学已经实行了很久的学分制，但是北京城市学院至今仍然保持着学时制（或说学分与学时相结合）。一般的学科考核方式为
科目成绩 = 期中考试分数（30%） + 期末考试分数（50%） + 平时分数（20%）
或 科目成绩 = 期末考试分数（70%） + 平时分数（30%）
科目成绩60分以下不及格，不及格者需参加下学期开学前（如果是第二学期，则在开学后1～2周）组织的补考，且补考成绩最高为60分。
虽然在成绩查询页面下方有显示获得学分，但实际上没有任何实际作用（不参与评分）。即是否通过该科目的考核，完全由科目成绩决定。
- 校规规定春、秋学期学时不满2/3者不得参加考试。

### 管理制度
北京城市学院下设学部，学部下分设班级，班级以所选专业为准（如：07计本1、08电商专、11中药本1）。每个班级均设有一名班主任，班主任的职责与一般高中类似，如：管理学生成绩（第二课堂）、考勤{审核、批准短期请假，点名（抽查）}、发布学校通知、收费等。数个班级（一般为同类专业）有一名专业秘书，安排排课，小学期等。
- 2010年教务方面有变化，专业秘书取消，取而代之的是学部内设学部专业主任。

### 选修课
由于北京城市学院教师多为外聘，且校舍资源紧张等客观原因，可选择的选修课很少，且种类有限（常为英语，礼仪等）。一般的选择选修课过程为：学期开始数天后，班主任通知某时间区间可以到校教务网站报名选修课，而后在该区间内学生到教务网站上报名。选择选修课需要额外学费，且选修课成绩与学年成绩无关。

## 三大校区

### 北四环校区（中关村校区、校本部）
位于北京市海淀区北四环中路269号，坐落于北四环中路北侧。西邻中国地质大学附属中学、北邻中国地质大学（北京）、南邻北京航空航天大学。

### 航天城校区
也可以称为城北校区、皇后店校区，位于北京市海淀区西北旺镇（原永丰乡）皇后店村皇后店路6号，其周边有北京航天城、中关村生命科学园（昌平区）、永丰高科技园区等。交通不是非常便利。校区北部（校门口）为皇后店路，并且有北京公交447路（皇后店总站—北京地铁13号线上地站等）和384路（皇后店西站 - 人民大学）。
院系设置
- 学部

1. 生物医药学部
2. 国际文化与传播学部
3. 公共管理学部

校内环境
- 操场：有网球场、足球场、篮球场和橡胶跑道。
- 食堂：
- 教学楼：教室、微机房、厕所、办公室、教务科
- 实验楼：中药与生物技术实验教学中心
- 体育馆：气膜体育馆

### 顺义校区
位于北京市顺义区杨镇木燕路，中关村校区的师生2015年1月起陆续迁至顺义校区。

#### 学部
- 城市建设学部
- 经济管理学部
- 信息技术学部
- 职业教育学院
- 表演学部
- 软件与信息管理学部（信息学部，软件工程学部）

#### 校内环境
- 一~九号宿舍楼
- 7个篮球场、5个排球场
- 400米标准跑道运动场
- 两个灯光篮球场
- 食堂（1-6号楼中间一个大食堂，7-9号楼宿舍楼地下均有食堂）
- 图书馆
- 报告厅
- 实验教学楼

## 学校微信
为方便学生及时了解校园信息，并建立微信频道【我在海跑】，微信号：beijing_bcu。